# 彭心鑑
彭心鑑，字士衡，湖南湘乡县人，清朝政治人物。

## 生平
雍正二年（1724年）甲辰科进士，官广西仁化县知县。性鲠直，因事改补桃源县教諭。工詩。